# Леттери, Джо
Джо Леттери (англ. Joe Letteri, род. 1957) — американский постановщик специальных и визуальных эффектов, обладатель пяти наград от американской киноакадемии (четырёх «Оскаров» за лучшие визуальные эффекты и одной награды за научно-технические достижения), лауреат премий BAFTA и «Сатурн». С 2010 года директор компании Weta Digital, занимающийся производством спецэффектов и компьютерной анимации.

## Карьера
Родился в 1957 году в г. Аликиппа, штат Пенсильвания, где в 1975 году окончил среднюю школу. В 1981 году окончил Калифорнийский университет в Беркли. Карьеру в кино начал техническим директором по компьютерной графике в компании Industrial Light & Magic (ILM), работая над фильмом Джеймса Кэмерона «Бездна». В 2001 году продолжил работу в компании Weta Digital на должности супервайзера визуальных эффектов над фильмами Питера Джексона: «Властелин колец: Две крепости», «Властелин колец: Возвращение короля» и «Кинг-Конг», за работу над этими картинами, Леттери был награждён множеством престижных кинопремий (в категории «Лучшие спецэффекты»), в том числе трёх премий «Оскар». Прорывом в кино в области визуальных эффектов стал фильм «Аватар», за работу над которым Леттери получил четвёртого «Оскара».
В 2010 году Леттери был назначен директором Weta Digital.

## Фильмография
- 1989 — Бездна
- 1991 — Звёздный путь 6: Неоткрытая страна
- 1993 — Парк Юрского периода
- 1993 — Человек-метеор
- 1994 — Флинтстоуны
- 1995 — Каспер
- 1996 — Миссия невыполнима
- 1996 — Дневной свет
- 1997 — Звёздные войны. Эпизод IV: Новая надежда (версия 1997 года)
- 1998 — Джек Фрост
- 1999 — Магнолия
- 2002 — Властелин колец: Две крепости
- 2003 — Властелин колец: Возвращение короля
- 2004 — Ван Хельсинг
- 2004 — Я, робот
- 2005 — Кинг-Конг
- 2006 — Люди Икс: Последняя битва
- 2007 — Мой домашний динозавр
- 2009 — Милые кости
- 2009 — Аватар
- 2011 — Восстание планеты обезьян
- 2011 — Приключения Тинтина: Тайна «Единорога»
- 2012 — Хоббит: Нежданное путешествие
- 2013 — Человек из стали
- 2013 — Хоббит: Пустошь Смауга
- 2014 — Планета обезьян: Революция
- 2014 — Хоббит: Битва пяти воинств
- 2015 — Крампус
- 2016 — Бэтмен против Супермена: На заре справедливости
- 2016 — Книга джунглей
- 2016 — Большой и добрый великан
- 2016 — Пит и его дракон
- 2017 — Планета обезьян: Война
- 2017 — Валериан и город тысячи планет
- 2019 — Алита: Боевой ангел
- 2021 — Аватар 2
- 2023 — Аватар 3
- 2025 — Аватар 4

## Награды и номинации
| Категория                                                                                          | Год  | Фильм                                       | Итог      |
| -------------------------------------------------------------------------------------------------- | ---- | ------------------------------------------- | --------- |
| Академия кинематографических искусств и наук («Оскар»)                                             |      |                                             |           |
| Премия «Оскар» за лучшие визуальные эффекты                                                        | 2003 | «Властелин колец: Две крепости»             | Награда   |
| Премия «Оскар» за лучшие визуальные эффекты                                                        | 2004 | «Властелин колец: Возвращение короля»       | Награда   |
| Премия за технические достижения (Technical Achievement Award)                                     | 2004 | N/A                                         | Награда   |
| Премия «Оскар» за лучшие визуальные эффекты                                                        | 2005 | «Я, робот»                                  | Номинация |
| Премия «Оскар» за лучшие визуальные эффекты                                                        | 2006 | «Кинг-Конг»                                 | Награда   |
| Премия «Оскар» за лучшие визуальные эффекты                                                        | 2010 | «Аватар»                                    | Награда   |
| Премия «Оскар» за лучшие визуальные эффекты                                                        | 2012 | «Восстание планеты обезьян»                 | Номинация |
| Премия «Оскар» за лучшие визуальные эффекты                                                        | 2013 | «Хоббит: Нежданное путешествие»             | Номинация |
| Премия «Оскар» за лучшие визуальные эффекты                                                        | 2014 | «Хоббит: Пустошь Смауга»                    | Номинация |
| Премия «Оскар» за лучшие визуальные эффекты                                                        | 2015 | «Планета обезьян: Революция»                | Номинация |
| Премия «Оскар» за лучшие визуальные эффекты                                                        | 2018 | «Планета обезьян: Война»                    | Номинация |
| Премия «Оскар» за лучшие визуальные эффекты                                                        | 2023 | «Аватар: Путь воды»                         | Награда   |
| BAFTA                                                                                              |      |                                             |           |
| Лучшие специальные визуальные эффекты                                                              | 2003 | «Властелин колец: Две крепости»             | Награда   |
| Лучшие специальные визуальные эффекты                                                              | 2004 | «Властелин колец: Возвращение короля»       | Награда   |
| Лучшие специальные визуальные эффекты                                                              | 2006 | «Кинг-Конг»                                 | Награда   |
| Лучшие специальные визуальные эффекты                                                              | 2010 | «Аватар»                                    | Награда   |
| Лучшие специальные визуальные эффекты                                                              | 2012 | «Восстание планеты обезьян»                 | Номинация |
| Лучшие специальные визуальные эффекты                                                              | 2012 | «Приключения Тинтина: Тайна „Единорога“»    | Номинация |
| Лучшие специальные визуальные эффекты                                                              | 2013 | «Хоббит: Нежданное путешествие»             | Номинация |
| Лучшие специальные визуальные эффекты                                                              | 2014 | «Хоббит: Пустошь Смауга»                    | Номинация |
| Лучшие специальные визуальные эффекты                                                              | 2015 | «Планета обезьян: Революция»                | Номинация |
| Лучшие специальные визуальные эффекты                                                              | 2015 | «Хоббит: Битва пяти воинств»                | Номинация |
| Лучшие специальные визуальные эффекты                                                              | 2018 | «Планета обезьян: Война»                    | Номинация |
| Лучшие специальные визуальные эффекты                                                              | 2023 | «Аватар: Путь воды»                         | Награда   |
| «Сатурн»                                                                                           |      |                                             |           |
| Лучшие спецэффекты                                                                                 | 2003 | «Властелин колец: Две крепости»             | Номинация |
| Лучшие спецэффекты                                                                                 | 2004 | «Властелин колец: Возвращение короля»       | Награда   |
| Лучшие спецэффекты                                                                                 | 2005 | «Я, робот»                                  | Номинация |
| Лучшие спецэффекты                                                                                 | 2006 | «Кинг-Конг»                                 | Награда   |
| Лучшие спецэффекты                                                                                 | 2010 | «Аватар»                                    | Награда   |
| Лучшие спецэффекты                                                                                 | 2012 | «Восстание планеты обезьян»                 | Награда   |
| Лучшие спецэффекты                                                                                 | 2012 | «Приключения Тинтина: Тайна „Единорога“»    | Номинация |
| Лучшие спецэффекты                                                                                 | 2013 | «Хоббит: Нежданное путешествие»             | Номинация |
| Лучшие спецэффекты                                                                                 | 2014 | «Хоббит: Пустошь Смауга»                    | Номинация |
| Лучшие спецэффекты                                                                                 | 2014 | «Человек из стали»                          | Номинация |
| Лучшие спецэффекты                                                                                 | 2015 | «Планета обезьян: Революция»                | Номинация |
| Лучшие спецэффекты                                                                                 | 2015 | «Хоббит: Битва пяти воинств»                | Номинация |
| Лучшие спецэффекты                                                                                 | 2017 | «Большой и добрый великан»                  | Номинация |
| Лучшие спецэффекты                                                                                 | 2018 | «Планета обезьян: Война»                    | Номинация |
| Лучшие спецэффекты                                                                                 | 2022 | «Доктор Стрэндж: В мультивселенной безумия» | Номинация |
| Лучшие спецэффекты                                                                                 | 2024 | «Аватар: Путь воды»                         | Награда   |
| «Спутник»                                                                                          |      |                                             |           |
| Лучшие визуальные эффекты                                                                          | 2003 | «Властелин колец: Две крепости»             | Награда   |
| Лучшие визуальные эффекты                                                                          | 2004 | «Властелин колец: Возвращение короля»       | Номинация |
| Лучшие визуальные эффекты                                                                          | 2011 | «Восстание планеты обезьян»                 | Номинация |
| Лучшие визуальные эффекты                                                                          | 2015 | «Планета обезьян: Революция»                | Награда   |
| Лучшие визуальные эффекты                                                                          | 2017 | «Большой и добрый великан»                  | Номинация |
| Лучшие визуальные эффекты                                                                          | 2020 | «Алита: Боевой ангел»                       | Награда   |
| Премия Николы Теслы                                                                                | 2020 | N/A                                         | Награда   |
| Лучшие визуальные эффекты                                                                          | 2023 | «Аватар: Путь воды»                         | Награда   |
| Награды Общества специалистов по визуальным эффектам                                               |      |                                             |           |
| Best Visual Effects in an Effects Driven Motion Picture                                            | 2003 | «Властелин колец: Две крепости»             | Награда   |
| Best Single Visual Effect of the Year in Any Medium                                                | 2004 | «Властелин колец: Возвращение короля»       | Номинация |
| Outstanding Visual Effects in a Visual Effects Driven Motion Picture                               | 2004 | «Властелин колец: Возвращение короля»       | Награда   |
| Outstanding Visual Effects in a Visual Effects Driven Motion Picture                               | 2006 | «Кинг-Конг»                                 | Награда   |
| Outstanding Visual Effects in a Visual Effects Driven Feature Motion Picture                       | 2010 | «Аватар»                                    | Награда   |
| Outstanding Animated Character in a Live Action Feature Motion Picture                             | 2010 | «Аватар»                                    | Награда   |
| Best Single Visual Effect of the Year                                                              | 2010 | «Аватар»                                    | Награда   |
| Outstanding Visual Effects in an Animated Feature Motion Picture                                   | 2012 | «Приключения Тинтина: Тайна „Единорога“»    | Номинация |
| Outstanding Visual Effects in a Visual Effects Driven Feature Motion Picture                       | 2012 | «Восстание планеты обезьян»                 | Награда   |
| Outstanding Visual Effects in a Visual Effects Driven Feature Motion Picture                       | 2013 | «Хоббит: Нежданное путешествие»             | Номинация |
| Outstanding Visual Effects in a Visual Effects Driven Feature Motion Picture                       | 2014 | «Хоббит: Пустошь Смауга»                    | Номинация |
| Outstanding Visual Effects in a Visual Effects-Driven Photoreal/Live Action Feature Motion Picture | 2015 | «Планета обезьян: Революция»                | Награда   |
| Outstanding Visual Effects in a Visual Effects-Driven Photoreal/Live Action Feature Motion Picture | 2015 | «Хоббит: Битва пяти воинств»                | Номинация |
| VES Fellow                                                                                         | 2017 | N/A                                         | Награда   |
| Outstanding Visual Effects in a Photoreal Feature                                                  | 2018 | «Планета обезьян: Война»                    | Награда   |
| Награда имени Жоржа Мельеса (Georges Méliès Award)                                                 | 2018 | N/A                                         | Награда   |
| Outstanding Visual Effects in a Photoreal Feature                                                  | 2023 | «Аватар: Путь воды»                         | Награда   |